# Oherville
Oherville település Franciaországban, Seine-Maritime megyében. Lakosainak száma 233 fő (2022. január 1.). Oherville Bosville, Carville-Pot-de-Fer, Grainville-la-Teinturière, Le Hanouard, Robertot, Sommesnil és Veauville-lès-Quelles községekkel határos.

## Népesség
A település népességének változása:
| Lakosok száma | 224  | 228  | 236  | 228  | 228  | 227  | 227  | 229  | 233  |
|               | 2013 | 2015 | 2016 | 2017 | 2018 | 2019 | 2020 | 2021 | 2022 |